# Nekrolog 1959
Nekrolog
◄◄
| ◄
| 1955
| 1956
| 1957
| 1958
| 1959 | 1960 | 1961 | 1962 | 1963 | ► | ►►
1. Quartal |
2. Quartal |
3. Quartal |
4. Quartal 
Weitere Ereignisse | Allgemeiner Nekrolog 1959
Die Beschreibung der verstorbenen Person sollte so kurz wie möglich gehalten sein und nur deren signifikante Tätigkeit(en) enthalten.
Neue Namen ggf. auch unter dem Geburts- und Sterbedatum, also etwa unter 1. Januar und im Geburts- und Sterbejahr (2024) eintragen (nur bei entsprechender großer Wichtigkeit). Für Beispiele siehe die schon vorhandenen Artikel.
Außerdem über die fünf zuletzt Verstorbenen, zu denen es einen ausreichend guten Artikel für eine Präsentation auf der Hauptseite gibt, nach der todesbedingten Überarbeitung der Artikel ggf. auch unter Wikipedia Diskussion:Hauptseite informieren und sie am besten auch in den anderen Wikipedia-Sprachversionen eintragen. Tipp: Regelmäßig bei news.google.de nach „ist tot“, „gestorben“ oder „verstorben“ suchen.
Wenn eine Person gestorben ist, gibt es viele Seiten zu dieser Person in der Wikipedia, die davon auch betroffen sind und entsprechend aktualisiert werden müssen. Beispiele: Namenübersichtsseite, Geburtsjahr, Geburtsort-Seiten und viele mehr.
Wie finde ich die betroffenen Seiten?
Im Suchfeld auf der linken Seite gibt man den Suchbegriff so ein: „Vorname Nachname“. Dann klickt man auf Volltext und alle Seiten mit entsprechendem Suchtext werden aufgerufen. Hier sieht man dann schnell, wo auch das Todesjahr Sinn macht oder sogar ein Teil des Artikels angepasst werden muss. Auch hilft das „Werkzeug“ auf der linken Seite sehr gut, um solche Seiten aufzufinden: „Links auf diese Seite“. Somit ist die Wikipedia wieder aktuell in allen Bereichen! Hinweis: bei Eintragung der Kategorie „Gestorben JAHR“ wird der Missbrauchsfilter 49 ausgelöst, was jedoch nicht schlimm ist. Siehe: Spezial:Missbrauchsfilter/49
Dies ist eine Liste von im Jahr 1959 verstorbenen bekannten Persönlichkeiten. Die Einträge erfolgen innerhalb der einzelnen Daten alphabetisch sortiert. Tiere sind im Nekrolog für Tiere zu finden.
Die Liste ist nach Quartalen aufgeteilt:
- Nekrolog 1. Quartal 1959: Januar, Februar und März
- Nekrolog 2. Quartal 1959: April, Mai und Juni
- Nekrolog 3. Quartal 1959: Juli, August und September
- Nekrolog 4. Quartal 1959: Oktober, November und Dezember

## Datum unbekannt
| Khalifa Abdul Hakim                        | pakistanischer Intellektueller, Philosoph und Dichter                                           |  |
| Wilhelm Ackermann                          | deutscher Journalist                                                                            |  |
| José Aguilar Álvarez                       | mexikanischer Mediziner                                                                         |  |
| Maurice Allem                              | französischer Romanist und Literarhistoriker                                                    |  |
| Joseph Ayo Babalola                        | nigerianischer Evangelist                                                                       |  |
| Vasgen Badal                               | iranischer Filmkaufmann (Filmverleih) und Filmproduzent beim deutschen Film                     |  |
| Raymond Bayer                              | französischer Philosoph und Hochschullehrer                                                     |  |
| Santiago F. Bedoya Monjoy                  | peruanischer Diplomat                                                                           |  |
| Joseph Behring                             | Mitglied der Hamburger Bürgerschaft                                                             |  |
| Ben Benson                                 | US-amerikanischer Autor von Kriminalromanen                                                     |  |
| Wilhelm Bertram                            | deutscher Konteradmiral der Kaiserlichen Marine                                                 |  |
| Andrzej Bielecki                           | polnischer Opernsänger in der Stimmlage Tenor                                                   |  |
| Theodor Bödefeld                           | deutscher Elektrotechniker                                                                      |  |
| Alfred Bonne                               | israelischer Ökonom deutscher Herkunft                                                          |  |
| Karl Bossard                               | Schweizer Radrennfahrer                                                                         |  |
| Erhard Brude                               | deutscher Maler                                                                                 |  |
| Alexander Butler                           | US-amerikanischer Filmregisseur und Schauspieler beim britischen Film                           |  |
| Max Büttner                                | deutscher Komponist und Harfenist                                                               |  |
| Umberto Calzoni                            | italienischer Archäologe und Museumsdirektor                                                    |  |
| Ernest Cox                                 | englischer Ingenieur und Unternehmer                                                            |  |
| Mike Disfarmer                             | US-amerikanischer Fotograf                                                                      |  |
| Willy Dold                                 | deutscher Orgelbauer                                                                            |  |
| Tatjana Dubjago                            | russische bzw. sowjetische Architektin und Hochschullehrerin                                    |  |
| Paul Dujardin                              | französischer Wasserballspieler                                                                 |  |
| Oskar Dürr                                 | Münchner Stadtkommandant                                                                        |  |
| Walther Engelmann                          | deutscher Kunstturner                                                                           |  |
| Warren Evans                               | US-amerikanischer Jazz- und Rhythm-&-Blues-Sänger                                               |  |
| Genaro Fernández MacGregor                 | mexikanischer Jurist und Rektor der UNAM                                                        |  |
| Otto Flöl                                  | deutscher Politiker, MdL                                                                        |  |
| Georg Fröschmann                           | deutscher Rechtsanwalt                                                                          |  |
| Sheikh Omar Fye                            | gambischer Politiker                                                                            |  |
| Esteban García de Alba                     | mexikanischer Botschafter                                                                       |  |
| Kurt Gauger                                | deutscher Schriftsteller und Psychotherapeut                                                    |  |
| Walther Goette                             | deutscher Admiralarzt der Kriegsmarine                                                          |  |
| Henry Gruber                               | deutscher Yachtkonstrukteur                                                                     |  |
| Leif Halvorsen                             | norwegischer Komponist, Geiger und Dirigent                                                     |  |
| George Matthews Harding                    | US-amerikanischer Maler und Illustrator                                                         |  |
| Wiegand Helfenbein                         | deutscher Orgelbauer                                                                            |  |
| Charles Henneberg zu Irmelshausen-Wasungen | französischer Schriftsteller                                                                    |  |
| Kurt Higelke                               | deutscher Lehrerfunktionär und nationalsozialistischer Schulpolitiker im Generalgouvernement    |  |
| Rudolf Höllwarth                           | deutscher Verbands- und Vereinsfunktionär sowie Autor von Reiseführern                          |  |
| Eleanor Hughes                             | neuseeländisch-englische Malerin                                                                |  |
| Martha Brookes Hutcheson                   | US-amerikanische Landschaftsarchitektin, Dozentin und Autorin                                   |  |
| Lázaro Ibarreche                           | spanischer Sportler                                                                             |  |
| Wilhelm James Israel                       | deutscher Urologe und Chirurg                                                                   |  |
| Jamyang Khyentse Chökyi Lodrö              | tibetischer buddhistischer Theologe                                                             |  |
| Luciano José Joublanc Rivas                | mexikanischer Botschafter                                                                       |  |
| Heinrich Christian Jung                    | Gründer der Jung Pumpen GmbH und Ehrenbürger der Gemeinde Steinhagen (Kreis Gütersloh)          |  |
| Max Junker                                 | deutscher Jurist                                                                                |  |
| Ernst Kalmus                               | deutscher Nervenarzt                                                                            |  |
| Dmitri Nikolajewitsch Kasanli              | russischer Physiker und Geologe                                                                 |  |
| Paul Kaznelson                             | tschechoslowakischer Hämatologe                                                                 |  |
| Hans Kirchholtes                           | deutscher Jurist und Diplomat                                                                   |  |
| Alexei Alexejewitsch Kokorekin             | sowjetischer Grafiker                                                                           |  |
| Daniel Kuntz                               | deutscher Musiker                                                                               |  |
| Adolf Kurz                                 | deutscher Ringer                                                                                |  |
| Andrea Kushi                               | albanischer Maler                                                                               |  |
| Heinrich Lieser                            | deutscher Geschäftsmann                                                                         |  |
| Carl List                                  | deutscher Kaufmann und Bänker                                                                   |  |
| Carola Lohde                               | deutsche Politikerin                                                                            |  |
| Andrew Loomis                              | US-amerikanischer Illustrator und Kunstlehrer                                                   |  |
| Antonio López Herranz                      | spanischer Fußballspieler und -trainer                                                          |  |
| Elise L’Esperance                          | US-amerikanische Medizinerin                                                                    |  |
| Hans Madaus                                | deutscher Industrieller                                                                         |  |
| Otto Mejer                                 | deutscher Journalist                                                                            |  |
| Jerónimo Méndez                            | chilenischer Politiker                                                                          |  |
| Charles Mergendahl                         | US-amerikanischer Schriftsteller                                                                |  |
| Sorin Mihăilescu                           | rumänischer Rugbyspieler                                                                        |  |
| Josef Mildenberger                         | deutscher Politiker                                                                             |  |
| George Nelson                              | US-amerikanischer Doowop-Sänger                                                                 |  |
| Franz Neubert                              | deutscher Schriftsteller                                                                        |  |
| Heinrich Niewöhner                         | deutscher germanistischer Mediävist                                                             |  |
| Friedrich Oegg                             | deutscher Reichsgerichtsrat                                                                     |  |
| Reuben Ottenberg                           | US-amerikanischer Hämatologe                                                                    |  |
| Vance Palmer                               | australischer Schriftsteller                                                                    |  |
| Nikolai Makarowitsch Petrow                | russischer Fotograf                                                                             |  |
| Ricotti Sidney Prina                       | italienischer Diplomat                                                                          |  |
| Emmanuel Charles Quist                     | erster Sprecher des Parlaments in Ghana                                                         |  |
| Cornelius P. Rhoads                        | US-amerikanischer Pathologe                                                                     |  |
| Elena Săcălici                             | rumänische Kunstturnerin                                                                        |  |
| Hermann Schroller                          | deutscher Archäologe und Apotheker (59)                                                         |  |
| Emmerich Schwach                           | rumäniendeutscher Komponist, Geiger, Dirigent und Chorleiter                                    |  |
| Erich Sondermann                           | deutscher Jurist und Bankmanager                                                                |  |
| Anton Strasser                             | österreichischer Harmonikabauer                                                                 |  |
| Olof Strömsten                             | finnischer Fußball- und Bandyspieler                                                            |  |
| Pawel Stepanowitsch Smirnow                | sowjetischer Generalmajor                                                                       |  |
| Robert Tischler                            | deutscher Landschaftsarchitekt und Chefarchitekt des Volksbundes Deutscher Kriegsgräberfürsorge |  |
| Guadalupe Velázquez                        | mexikanischer Fußballspieler auf der Position des Stürmers                                      |  |
| Jacques Viénot                             | französischer Industrie- und Produktdesigner                                                    |  |
| Juan Vigón                                 | spanischer General                                                                              |  |
| Alessandro Vollero                         | italo-US-amerikanischer Mafioso                                                                 |  |
| Otto Wäspi                                 | Schweizer Zeichner und Illustrator                                                              |  |
| Kurt Weck                                  | deutscher Politiker                                                                             |  |
| Josef C. Wirth                             | österreichischer Beamter und Journalist                                                         |  |
| Hans Wolff                                 | deutscher Kunsthistoriker und Verleger                                                          |  |
| Theodor Wüsten                             | deutscher Keramiker und kunsthandwerklicher Schmuckgestalter                                    |  |
| Yamaoka Kōtarō                             | japanischer Konvertit zum Islam, Geheimdienstoffizier                                           |  |
| Josef Zauner                               | rumäniendeutscher Verleger, Esperantist und Pionier der europäischen Einigung                   |  |